# EXPO-Sternwarte Melle
Koordinaten: 52° 15′ 45″ N, 8° 20′ 12″ O

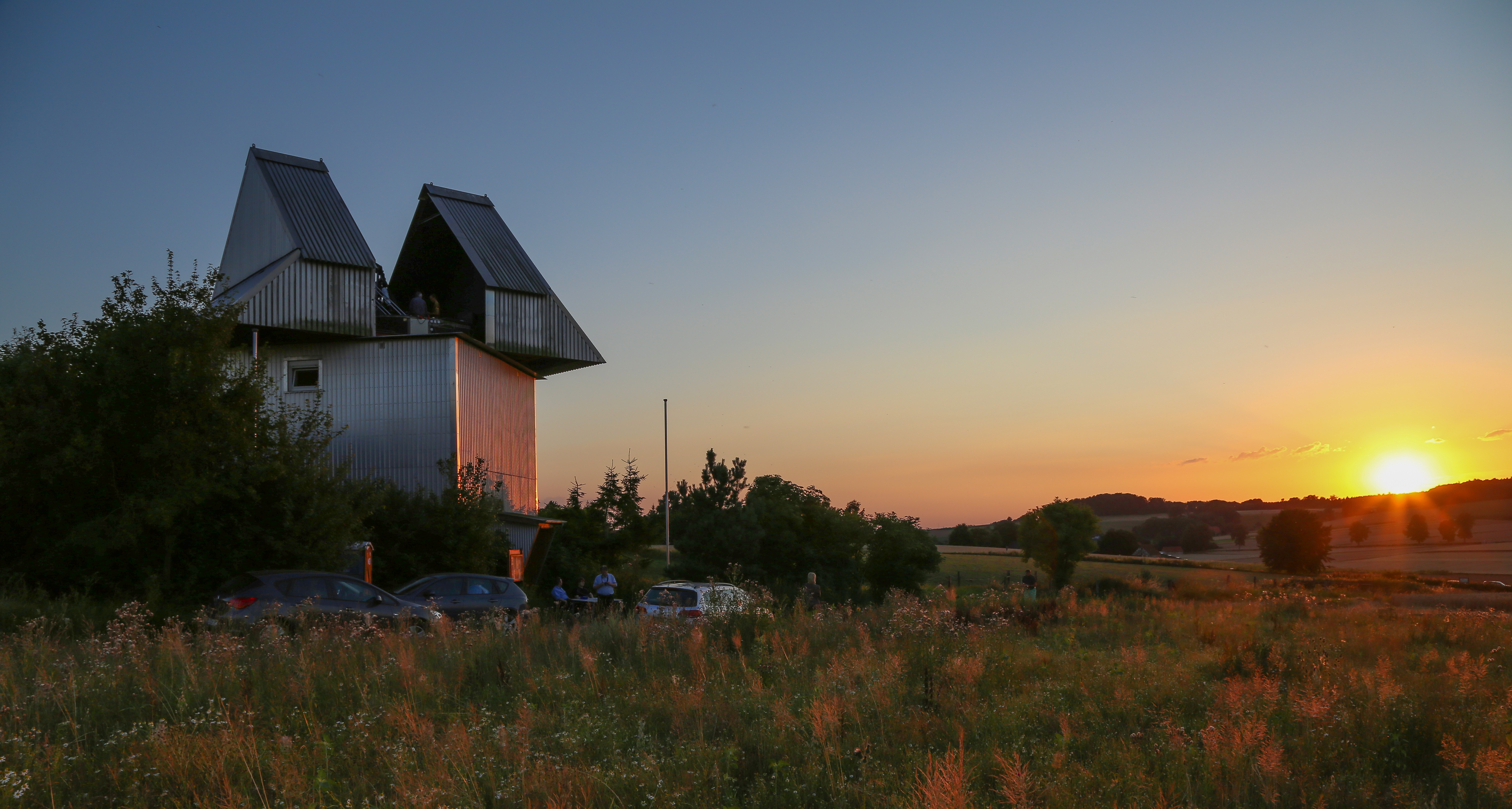
EXPO-Sternwarte in Melle-Oberholsten

Anlässlich der Expo 2000 wurde in Melle-Oberholsten eine zweite Volkssternwarte errichtet. Aufgrund der ländlichen Lage im niedersächsischen Wiehengebirge und der damit verbundenen geringen Lichtverschmutzung bietet der Standort sehr gute Beobachtungsbedingungen. Das Gebäude befindet sich 190 m über Normalnull. Die Initiative hierzu geht auf eine Gruppe von Amateurastronomen zurück, die „Astronomische Gesellschaft Bochum/Melle“, die auch die Planung, Konstruktion und den Bau des Teleskops mit Sponsoren aus der Meller Umgebung übernahm. Mit dem Bau des Kuppelgebäudes wurde 1996 begonnen. Die Montierung und der Hauptspiegel wurden im März 2000 in der Kuppel aufgestellt. Am 3. Juni 2000 wurde die Sternwarte eröffnet. Seither werden regelmäßig öffentliche Führungen angeboten.
Das Newton-Teleskop der Sternwarte besitzt einen Hauptspiegel von 1,12 m Durchmesser und eine Brennweite von 4,4 m. Es ist damit das weltgrößte Newton-Teleskop, das für öffentliche Beobachtungen genutzt wird. Die computergesteuerte Gabelmontierung befindet sich auf 10 m Höhe über dem Erdboden.